# Sorico (torrente)
Il Sorico è un torrente della Lombardia, che scorre in provincia di Como nella valle delimitante i comuni di Sorico e Montemezzo. Nasce dal Pizzo Sasso Canale, e scorre da nord verso sud. Alla quota di 1000 m. raccoglie le acque del torrente Valle Scura proveniente dal bacino idrografico sud del monte Berlinghera. A poche centinaia di metri dalla foce riceve a sinistra inoltre le acque del torrente San Miro. Sfocia quale ultimo affluente di destra del bacino del fiume Mera in prossimità del centro di Sorico.
Da sempre visto con sospetto e timore dalla popolazione di Sorico, il Torrente Sorico provocò nel corso dei secoli diversi e sconvolgenti avvenimenti alluvionali. Esso infatti prima del 1783, anno in cui si pensò bene di deviarlo nel tratto finale nell'attuale alveo, scorreva in quello che ora è il canale della Roggia quasi al confine con Gera Lario. Durante la notte del primo settembre 1755 si ebbe il culmine della devastazione di piena del torrente con la semidistruzione del Palazzo Giulini e della chiesa di Sant'Orsola che sorgeva a nord dell'attuale Via Roma.
L'evento è richiamato nella cronistoria dell'allora arciprete di Sorico che scrive:
Addirittura il celebre storiografo milanese Conte Giorgio Giulini proprietario di Palazzo Giulini rimase profondamente turbato:
Benché il corso d'acqua sia assimilabile al regime torrentizio, nel corso dell'anno non rimane mai asciutto e questa caratteristica ne ha permesso lo sfruttamento da tempo immemore con la presenza sino a pochi decenni fa di tre mulini ad acqua.
Due mulini si trovavano direttamente nella valle: il primo ad una quota di 390 metri e l'altro a circa 600 metri e servivano per la macinazione delle castagne raccolte nei boschi. Il terzo mulino si trovava a valle e produceva il macinato dei cereali della pianura.
Nella valle del Torrente Sorico nella località di mezza costa Piazzo, viene installato nel 1905 uno tra i primi impianti idroelettrici del lago di Como composto da due alternatori della Brown, Boveri & Cie e due turbine della Riva Calzoni tecnologicamente avanzati ad inizio novecento prima a servizio civile del paese e poi delle industrie di Colico. Oggi l'antico impianto idroelettrico non esiste più sostituito nel 1960 con l'entrata in funzione a valle di uno nuovo che attualmente utilizza ancora le acque derivate del Torrente per una potenza nominale di 26.280.000 wattora nell'arco di un anno.
L'8 agosto 1951 il centro storico del paese venne investito dall'ultima alluvione. Il disastroso evento provocò una vittima e in poche ore il torrente invase di detriti la chiesa arcipretale di S. Stefano.

## Galleria d'immagini

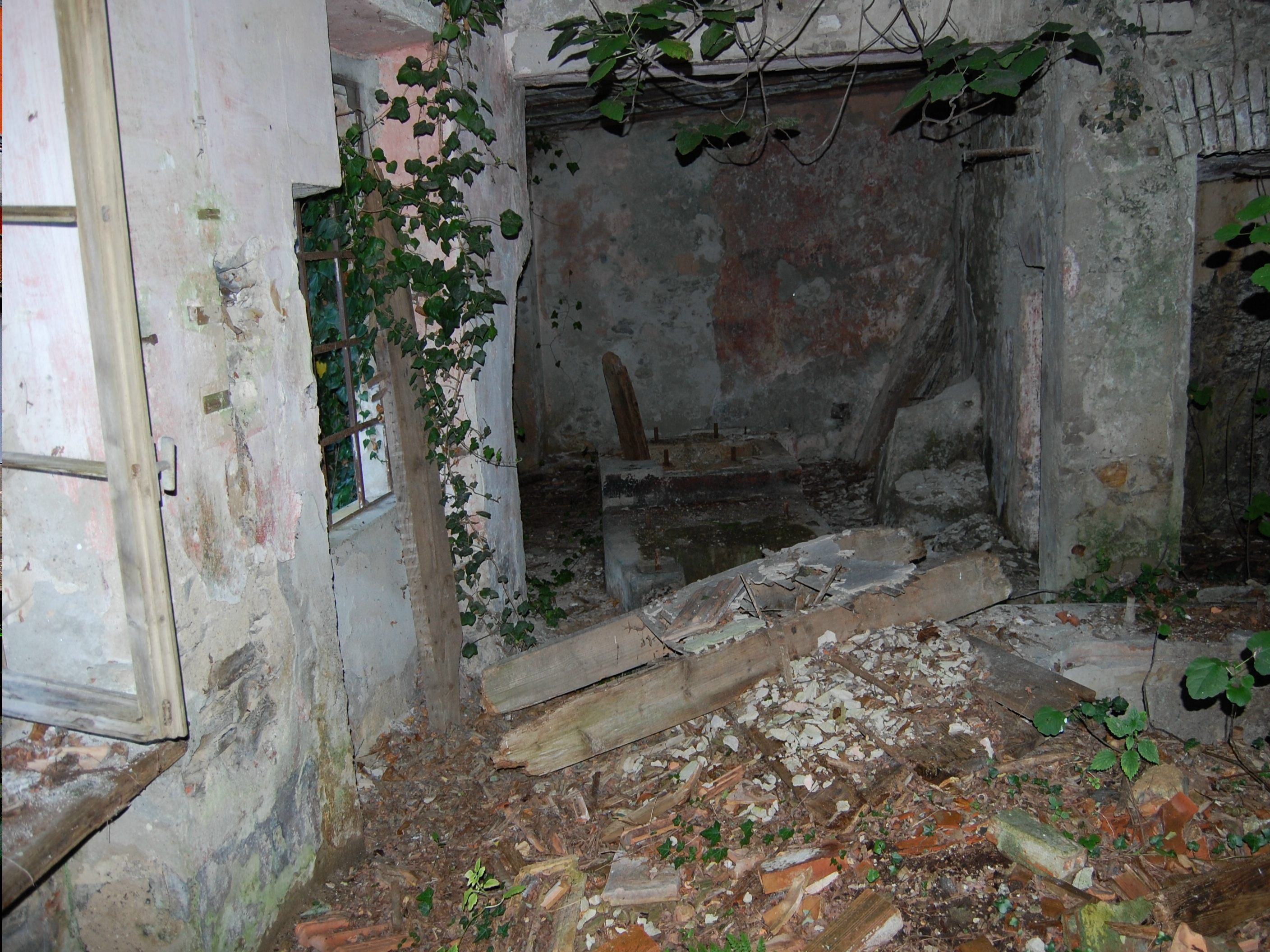
Ruderi della sala macchine della centrale di Piazzo del 1905.
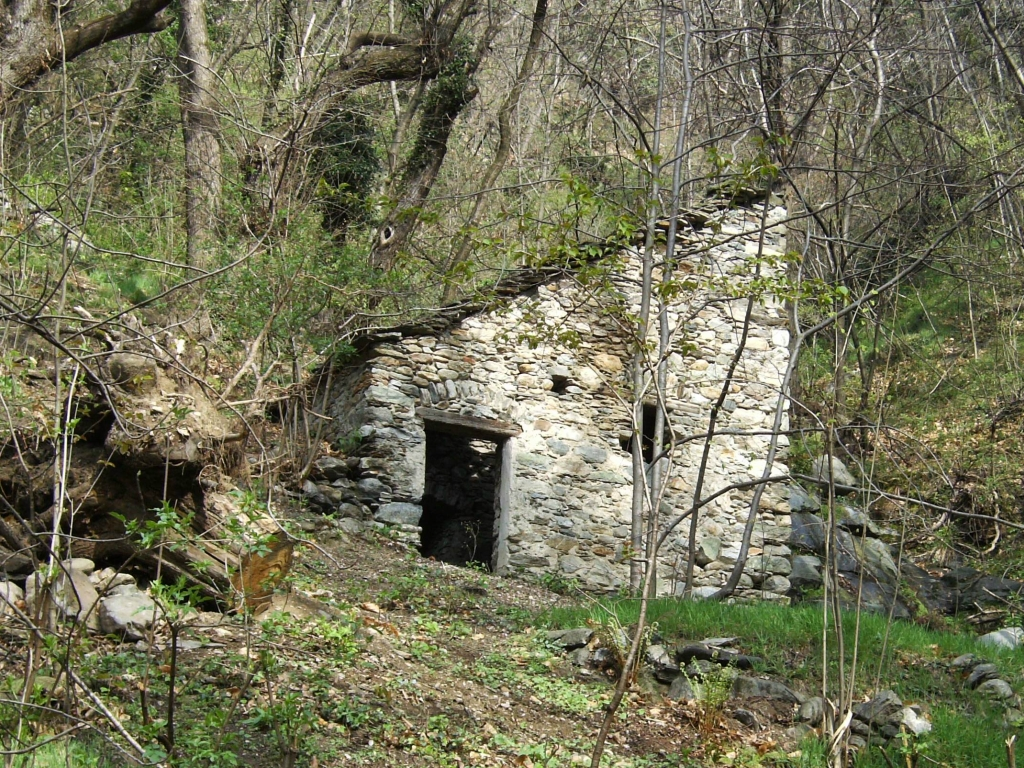
Resti di un mulino nella Valle di Sorico risalente al 1846.
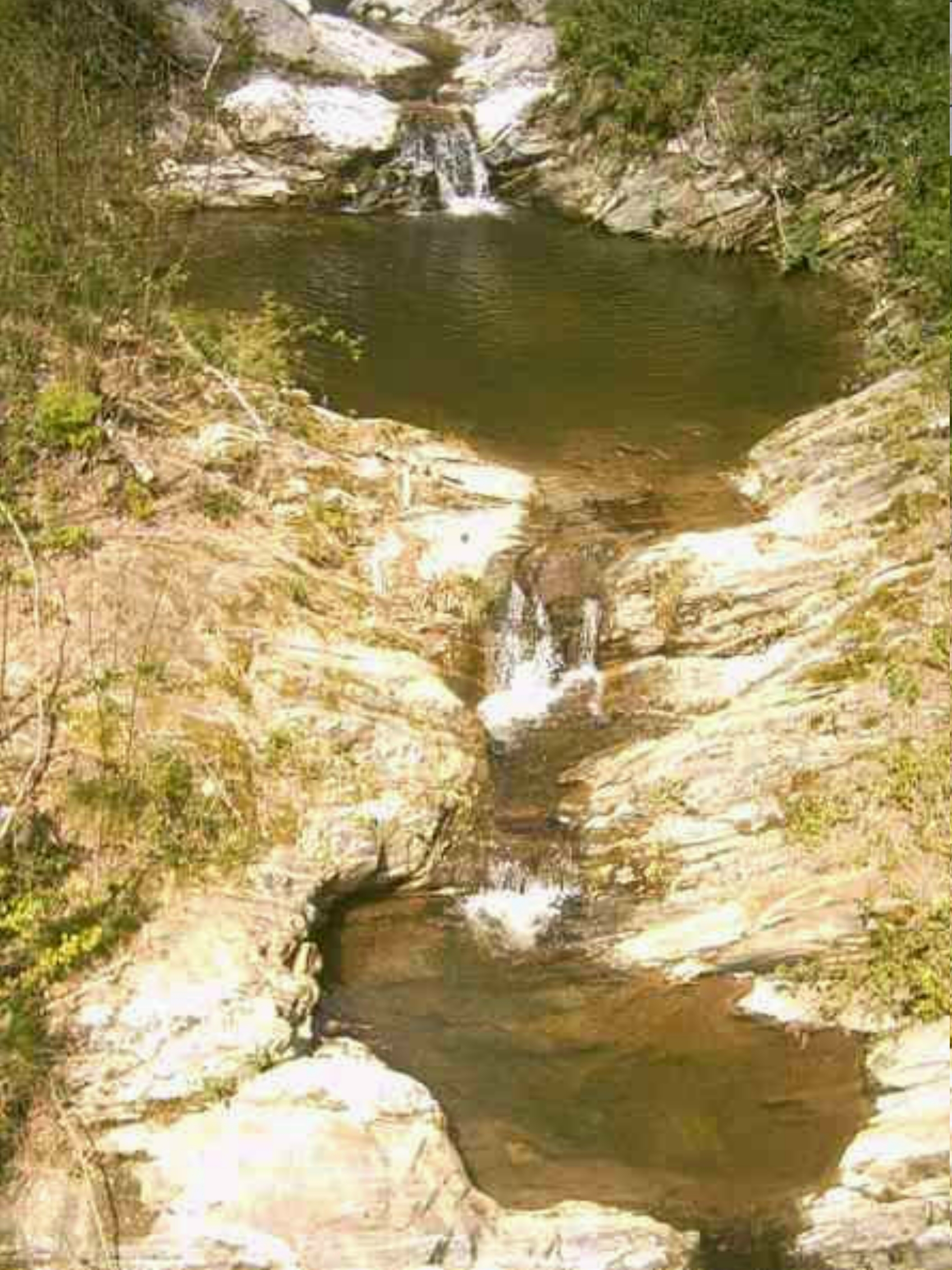
Due Marmitte dei giganti nell'alveo del torrente Sorico.
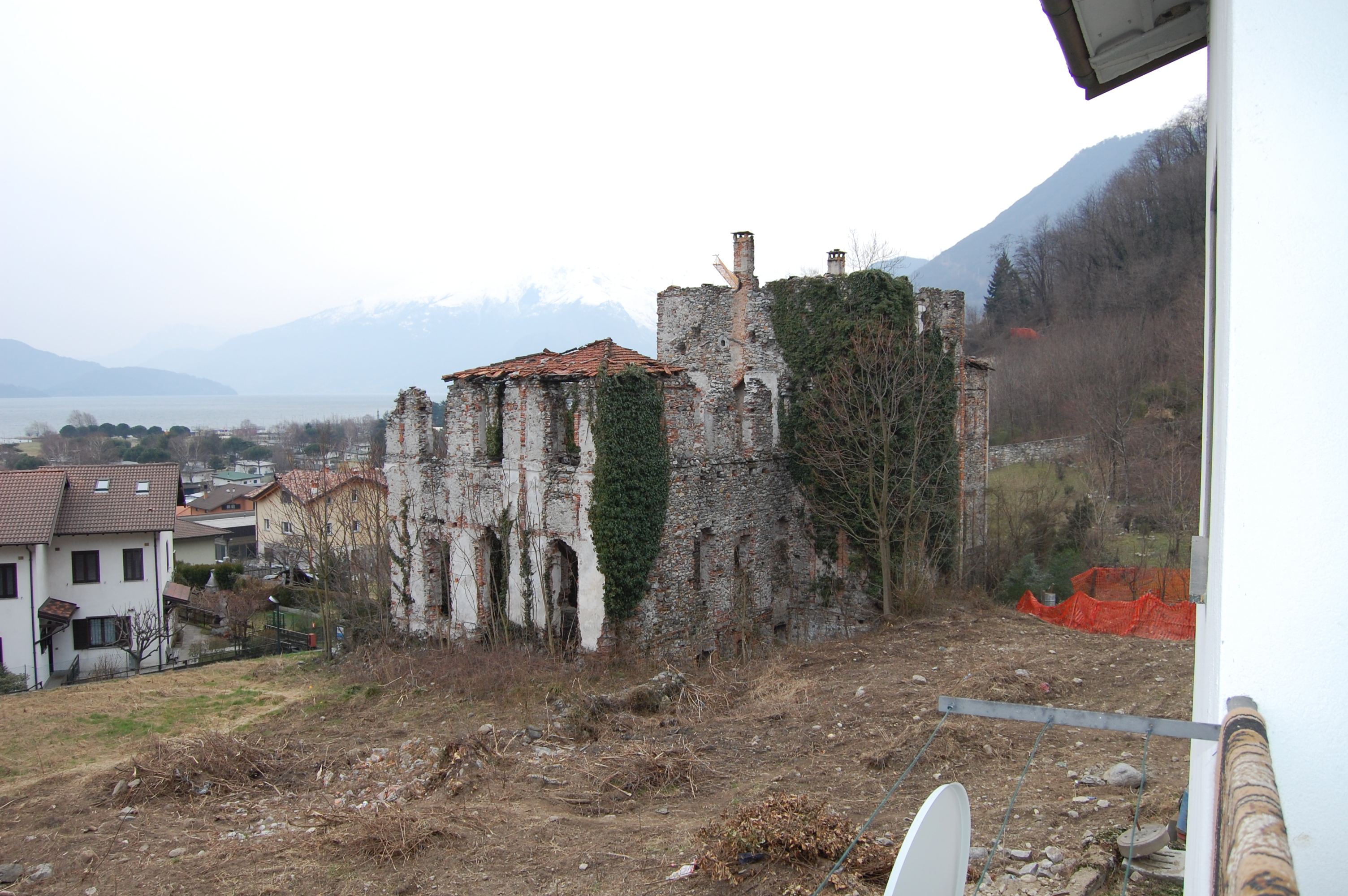
L'ala est del palazzo Giulini. Si notano solo due piani perché il piano terra è sepolto dai detriti alluvionali del torrente Sorico.